# Poule
Pour les articles homonymes, voir Poule (homonymie).
Taxons concernés
- Famille :
  - Galliformes
  - Rallidae
- Les différentes Espèces :
  - Voir textePoule domestique
- Poule domestique
- Liste des races de poules
- Aviculturemodifier

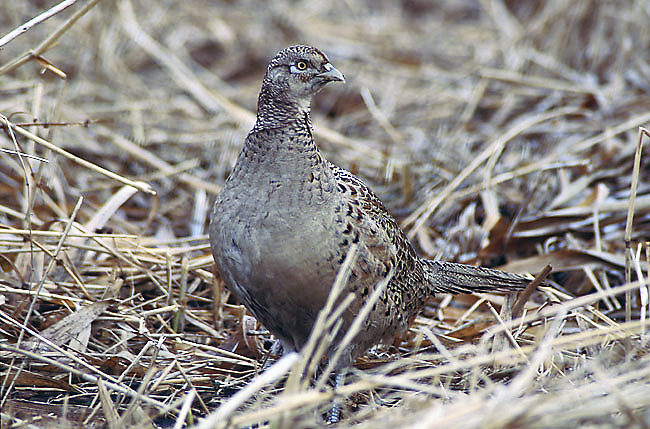
Poule faisane d'un faisan de Colchide (Phasianus colchicus).

Le mot poule est en français un nom vernaculaire ambigu. C'est en général le nom donné à la femelle de diverses espèces d'oiseaux, principalement des Galliformes (gallinacés), en particulier à la Poule domestique (Gallus gallus domesticus) mais aussi à d'autres espèces : Poule d'eau, Poule faisane, etc.

## Étymologie et vocabulaire

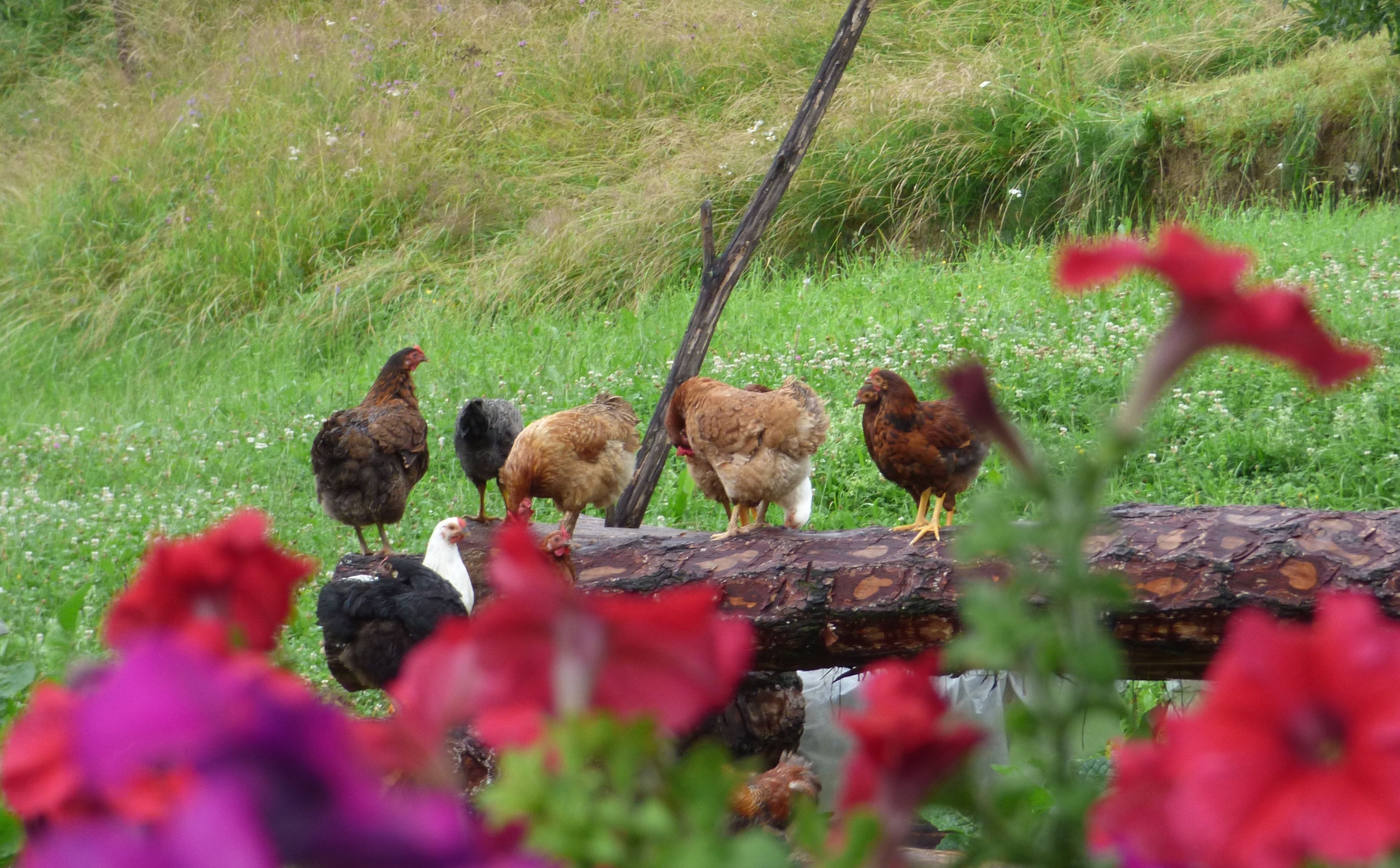
Poules domestiques élevées en plein air dans les Carpates.

Le substantif féminin « poule » (prononcé : [pul]) est issu du latin classique pulla, féminin de l'adjectif pullus qui signifie « tout petit » et, pris substantivement, désigne le « petit d'un animal » tel un poulain, un jeune coq, et surtout un poulet,,,,,,.
Le terme « poule » est attesté depuis le XIIIe siècle, sa plus ancienne occurrence connue se trouvant dans un manuscrit du Roman de Renart.
Le terme a vite remplacé l'ancien français geline qui avait le sens de jeune poule. C'est la poulette qui porte aujourd'hui ce sens.
Par analogie avec le Gallus gallus domesticus femelle, le nom vernaculaire désigne la femelle de certains gallinacés,, telles la poule faisane,, la poule perdrix, la poule de bruyère et la poule d'Inde,, femelles respectives du faisan, du coq de bruyère et du dindon.
La distinction de sexe n'est pas toujours précise quand le terme « poule » est repris dans le nom normalisé de l'espèce. Par exemple « poule d'eau » ou bien « poulette de roche » désignent les spécimens mâles aussi bien que femelles de l'espèce.
La plupart du temps, on dit qu'une poule domestique glousse, mais une poule pondeuse claquette, caquette et crételle avant, pendant et après la ponte d'un œuf. Une petite poule domestique, ou poule naine, est parfois appelée Bantam, cayenne, bassette, gallinette... selon les régions.
Les jeunes sont les poussins. Les poussins mâles deviendront des coquelets, puis une fois adulte, ils seront des coqs. Les poussins femelles deviendront des poulets ou poulettes, ensuite, ils seront des poules.

## Quelques oiseaux appelés «poules»
Note : certains noms ont plusieurs significations.
- Poule - voir Poule domestique[7]
- Poules - nom communément donné aux femelles chez d'autres Galliformes[3]
- Poule de Bresse
- Poule de bruyère - femelle du Coq de bruyère (Tetrao urogallus)
- Poule domestique - femelle du Coq domestique (Gallus gallus domesticus)
- Poule d'eau  ou Gallinule poule-d'eau
- Poule d'Inde - Dinde[7]
- Poule faisane - femelle de plusieurs espèces de faisans, de la sous-famille des Phasianinae.
- Poule naine - voir Poule domestique naine
- Poule rouge - Aphanapteryx bonasia (ou Râle de Maurice). Espèce disparue
- Poule sultane - Porphyrio porphyrio[4]
- Poule de Turquie - Dinde[7]

et par analogie avec l'aspect des poules :
- Poule des pharaons ou Percnoptère d'Égypte - Neophron percnopterus[7]

## Dans la culture
- Le paradoxe de l'œuf et de la poule, « Qu'est-ce qui est apparu en premier : l'œuf ou la poule ? », remonte à l'Antiquité. Discuté par Aristote et d'autres philosophes, il a été résolu dans le cadre de l'évolutionnisme, par la modification progressive (à l'échelle des millions d'années) du vivant depuis le dernier ancêtre commun universel jusqu'aux espèces actuelles.
- Le terme poule est utilisé dans de nombreuses expressions, comme « poule mouillée » ou « avoir la chair de poule » à propos d'une personne qui a peur. Une « poule » désigne aussi une femme en argot. Ce terme est parfois utilisé également dans les laboratoires pour désigner une pipette.
- Les auteurs de la littérature médiévale ont fait de la poule une figure de l'Église[2] : les poussins sont les fidèles et les membres du clergé les coqs.
- La pièce pour clavecin « la poule » de Jean-Philippe Rameau imite la poule. Cette pièce a été adaptée pour orchestre et fait partie de la suite Gli Uccelli d'Ottorino Respighi.
- La fugue de la sonate en ré majeur, BWV 963 (« Thema all'Imitatio Gallina Cuccu ») de Jean-Sébastien Bach imite la poule.
- Dans le calendrier républicain, la « Poule » était le nom attribué au 5e jour du mois de germinal[8], généralement chaque 25 mars du calendrier grégorien.
- En 1925, Charlie Chaplin s'est transformé en poule dans son film La Ruée vers l'or.[9]

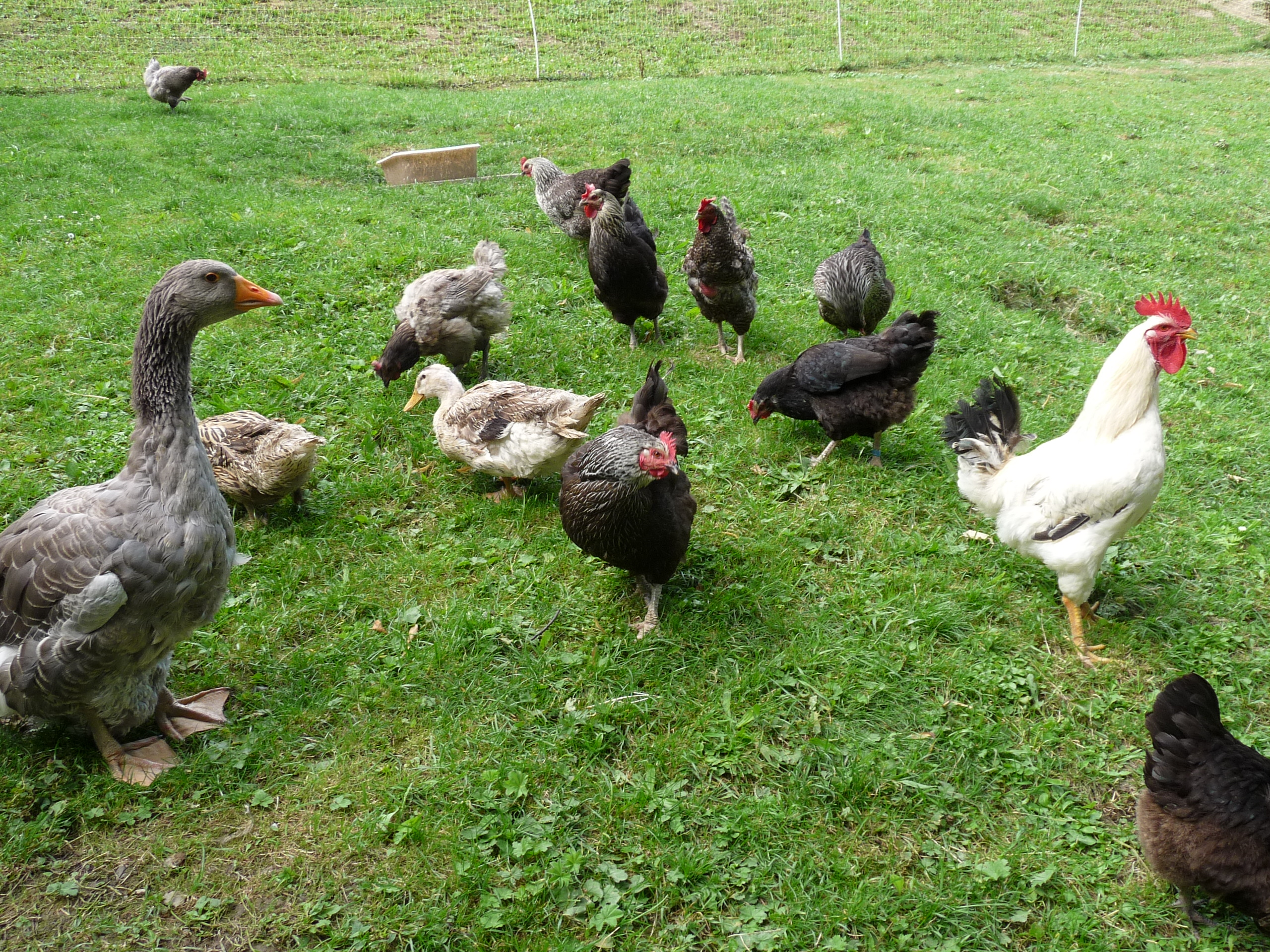
Poules et une oie à la campagne.

- Poules et une oie à la campagne.Magritte a peint le tableau Variante de la Tristesse (1957) sur lequel figure un œuf à la coque, une poule et un œuf[1].

### Sources
- DAMEROW, Gail, 3rd edition, Storey Publishing, LLC, 2010, 448 p.
- JIAO, Yang, LAU, Timothy, HATZIKIROU, Haralampos [et al.], Physical Review E, vol. 89 / 2, février 2014, p. 022721.
- Live Science. Consulté le 8 mai 2015.
- Huffington Post. Consulté le 8 mai 2015.